# سيدني كولسون
سيدني كولسون (بالإنجليزية: Sydney Colson)‏ مواليد 6 أغسطس 1989 في هيوستن، هي لاعبة كرة سلة أمريكية. بدأت مسيرتها الاحترافية في سنة 2011. تم اختيارها من قبل فريق كونيتيكت صن خلال الدرافت. تلعب مع سان أنطونيو ستارز في دوري الاتحاد الوطني لكرة السلة النسائية. وتحمل الرقم 51. لعبت كرة السلة الجامعية في جامعة تكساس إيه اند إم. لعبت مع نيويورك ليبرتي وسان أنطونيو ستارز.

## روابط خارجية
- سيدني كولسون على موقع الاتحاد الوطني لكرة السلة النسائية (الإنجليزية)
- سيدني كولسون على موقع كرة السلة الأوروبية.كوم (الإنجليزية)
- سيدني كولسون على موقع كلية كرة السلة في سبورتس رفرنس.كوم (الإنجليزية)
- سيدني كولسون على موقع بروبوليرز (الإنجليزية)
- سيدني كولسون على موقع سبورتس رفرنس (الإنجليزية)